# Сидоров, Вячеслав Валерьевич
Вячесла́в Вале́рьевич Си́доров (род. 16 мая 1975 в Уфе, СССР) — российский хоккеист. Нападающий сборной России по сурдохоккею. Чемпион зимних Сурдлимпийских игр (2015), чемпион мира (2013), победитель и призёр чемпионатов России по хоккею с шайбой (спорт глухих). Заслуженный мастер спорта России.

## Биография
Выступал за команды «Авангард» Уфа (1991/92), «Новойл» Уфа (1992/93 — 1997/98), «Салават Юлаев» (1994/95 — 1995/96), «Воронеж-2» (1997/98), «Неман» Гродно (1997/98 — 2000/01 — 2004/05), «Кедр» Новоуральск (1999/2000), «Химик»-СКА Новополоцк (2005/06), «Брест» (2005/06), «Сталь» Аша (2006/07), «Вагоностроитель» Усть-Катав (2008/09).
Член сурдлимпийской сборной команды России с 2010 года. Тренируется в РОООИ ОСФСГ по республике Башкортостан у Василевского Андрея Леонидовича.

## Награды и спортивные звания
- Почётная грамота Президента Российской Федерации (8 апреля 2015 года) — за выдающийся вклад в повышение авторитета Российской Федерации и российского спорта на международном уровне и высокие спортивные достижения на XVIII Сурдлимпийских зимних играх 2015 года[2].
- Заслуженный мастер спорта России (2015).